# Hardwired - Nemico invisibile
Hardwired - Nemico invisibile (Hardwired) è un film del 2009 diretto da Ernie Barbarash, rilasciato direct-to-video a partire dal 3 novembre negli Stati Uniti e dal 2 dicembre dello stesso anno in Italia.

## Trama
In un futuro non troppo lontano in cui le società multinazionali controllano quasi ogni aspetto della vita delle persone, un uomo di nome Luke Gibson è coinvolto in un incidente d'auto nel quale muore la moglie, Veronica "Ronnie" Gibson, incinta. Luke arriva all'ospedale con gravi danni cerebrali, ma la sua assicurazione medica è da poco scaduta, viene perciò mandato nel reparto F, in altre parole non verrà operato; destinato a morte certa viene salvato dall'arrivo di alcuni uomini della misteriosa Hope Corporation, che si offrono di far curare l'uomo con una processo sperimentale che consiste nell'impianto di un chip cerebrale.
Al suo risveglio il paziente non rammenta nulla del suo passato, non riconosce la sorella presente in ospedale e non si ricorda di sua moglie e di suo figlio; ben presto si accorge che il chip di tanto in tanto proietta un messaggio pubblicitario sotto forma di ologramma via via in modo sempre più insistente finché non si entra in possesso dell'oggetto reclamizzato. Mentre cerca di capire chi è e chi ha voluto fargli tutto ciò, scopre che il chip è un prodotto in fase di sperimentazione ed è munito di una procedura d'emergenza che se attivata comporterebbe la sua morte. Le sue continue domande sempre più scomode portano la Hope Corp. ad attivare la procedura di eliminazione allo scopo di evitare una fuga di notizie riguardo al loro esperimento.
Fortunatamente un gruppo clandestino di hacker, guidato da Hal e suo figlio detto "Keyboard", riesce a violare le difese del dispositivo e prenderne il controllo salvandogli la vita. Inviando consigli e strategie tramite il chip ormai sotto il loro controllo aiutano Luke a seminare alcuni inseguitori della Hope Corporation ed una volta al sicuro tentano di restituire la memoria a Luke con l'ausilio di foto, spezzoni video ed altre tracce che ogni persona inevitabilmente lascia in rete.
Volendolo come alleato (in quanto ex membro delle forze speciali e sposato) nella loro lotta contro le multinazionali ed in particolare la Hope Corp., gli mostrano come il suo incidente non sia stato un caso, ma fosse un piano studiato affinché si creassero gli estremi per poterlo inserire nel progetto di sperimentazione; in particolare la moglie incinta sarebbe sopravvissuta all'impatto delle auto per poi essere uccisa a sangue freddo dall'uomo della Hope Corp. che li aveva speronati.
Gibson accetta quindi di aiutare il gruppetto; accompagnato da Punk Blue e Punk Red (fratello e sorella punk-anarcoidi reclutati tempo addietro da Hal); svolgono facilmente la prima incursione in uno stabilimento della Hope Corp., ed ottenute le informazioni necessarie si dirigono verso il secondo obbiettivo: la residenza dell'esecutore materiale dell'omicidio di Veronica Gibson. Una volta li Luke scopre di essere un soggetto anomalo, non conforme agli standard definiti per le cavie dell'esperimento, ma che vi era stato coinvolto per una ripicca personale di un suo ex-collega marine (che a suo tempo Luke aveva denunciato per contrabbando d'armi). Durante lo scontro però sopraggiunge la guardia armata della Hope Corporation, che uccide l'ex marine e fa prigioniero Luke per estorcergli la posizione degli hacker che l'hanno aiutato.
Ingannandolo con l'uso di un avatar ologramma ottengono le informazioni volute e si dirigono in forze verso il covo dei suoi amici; nel mentre Hal ha già affidato a Punk Red e Punk Blue la missione di mettere in salvo i programmi creati dal figlio "Keyboard" gli unici in grado di aggirare le protezioni dei chip in questione, immaginando l'imminente arrivo degli uomini della Hope Corporation.
"Keyboard" abile hacker era stato al servizio della Hope Corporation, ma da obiettore di coscienza avevano tentato di ucciderlo, fallendo e riducendolo praticamente allo stato vegetale; non potendolo quindi spostare in tempo utile, Hal, cancella tutti i file del loro operato clandestino ed attende con il figlio l'arrivo degli uomini della Hope con l'idea di staccare l'alimentazione al malato e farsi sparare piuttosto che lasciarsi catturare e torturare entrambi.
Nel mentre Punk Red decisa a non voler abbandonare Luke riesce a rimettersi in contatto con il suo chip appena prima che l'uomo venga ucciso per estrarre il prezioso gingillo, grazie alle indicazioni di Red e Blue (con tanto di mappa ottenuta triangolando telecamere ad infrarossi) e al suo addestramento militare, Luke riesce a sopravvivere agli uomini mandati per fermarlo, e a raggiungere l'ufficio di Virgil Kirkhill l'ideatore del progetto 660 di cui Luke è una cavia. Sulla via costringe uno scienziato ad informare tramite il chip tutte le cavie dell'esistenza dell'esperimento e di quanto stia succedendo, quindi dopo un breve scontro uccide Virgil e raggiunge Red e Blue.
I tre, anche in memoria del sacrificio di Hal e Keyboard, s'impegnano a continuare il loro difficile viaggio finché non resterà più nulla della Hope Corporation.